# Thirst
Thirst er en film fra 2009 instrueret af Chan-wook Park.

## Medvirkende
- Kang-ho Song som Præst Sang-hyeon
- Ok-vin Kim som Tae-joo
- Hae-sook Kim som Lady Ra
- Ha-kyun Shin som Kang-woo
- In-hwan Park som Præst Noh
- Dal-su Oh som Yeong-doo
- Young-chang Song som Seung-dae
- Mercedes Cabral som Evelyn
- Eriq Ebouaney som Immanuel
- Hee-jin Choi som Sygeplejerske